# La colazione di Paperino
La colazione di Paperino (Three for Breakfast) è un film del 1948 diretto da Jack Hannah. È un cortometraggio animato realizzato, in Technicolor, dalla Walt Disney Productions, uscito negli Stati Uniti il 5 novembre 1948 e distribuito dalla RKO Radio Pictures. A partire dagli anni novanta è più noto come Colazione per tre.

## Trama
Paperino sta facendo colazione con dei pancakes, ma Cip e Ciop (invidiosi della colazione del papero) decidono di rubarglieli con una forchetta legata a dello spago. Paperino ostacola i due scoiattoli mettendo un finto pancake fatto di mastice al posto di quelli veri. Il finto pancake, però, va sugli occhi di Paperino e quest'ultimo si infuria. Inizia così una battaglia tra gli scoiattoli e Paperino, allo scopo di entrare in possesso dei pancakes, e saranno gli scoiattoli a risultare vincitori.

## Distribuzione

### Edizioni home video

#### VHS
- Cartoon festival III (settembre 1982, riedita nel 1985 con il titolo Cartoons Disney 3)

#### DVD
Il cortometraggio è incluso nei DVD Walt Disney Treasures: Semplicemente Paperino - Vol. 3 e Cip & Ciop - L'albero dei guai.